# Костино (Афанасьєвський район)
Ко́стино (рос. Костино) — присілок у складі Афанасьєвського району Кіровської області, Росія. Входить до складу Ічетовкінського сільського поселення.
Населення становить 56 осіб (2010, 69 у 2002).
Національний склад станом на 2002 рік — росіяни 99 %.